# Тиг, Хилари
Хилари Тиг (англ. Hilary Teague; 1802 — 21 мая 1853) — либерийский торговец, журналист, общественный и политический деятель в первые годы существования этой западноафриканской страны.
Уроженец штата Виргиния в Соединённых Штатах, он был известен своими ораторскими способностями и занимал видное место в ранней колониальной политике Либерии. Ведущий сторонник независимости Либерии от Американского колонизационного общества, он стал автором Декларации независимости Либерии в 1847 году, сенатором и первым государственным секретарём новой республики. Считался одним из основателей журналистики в Либерии и получил прозвище «Джефферсон Либерии».

## Ранние годы
Тиг родился свободным в Виргинии, США, в 1805 году. Его матерью была Фрэнсис Тиг, а отцом — Колин Тиг, бывший раб, ставший баптистским миссионером во время первых попыток создания колонии в Либерии. Семья эмигрировала из США в Западную Африку в 1821 году.
Хилари Тиг также служил баптистским священником в Монровии и торговал пальмовым маслом. В 1835 году Тиг стал владельцем и редактором газеты «Лайберия геральд» (Liberia Herald) в Монровии после того, как её предыдущий издатель Джон Браун Рассвурм был утверждён губернатором соседней Республики Мэриленд. Как редактор Тиг выступал преданным сторонником независимости Либерии, обосновывая свою позицию республиканизмом, чёрным национализмом и христианством. Он руководил газетой до 1849 года, когда решил полностью посвятить себя политике.

## Политическая карьера
В 1835 году Тиг был назначен колониальным секретарём Либерии. В 1839 году он был секретарём конгресса, который представил Американскому колонизационному обществу взгляды поселенцев относительно конституционной реформы.
В 1847 году он был важной фигурой на Конституционном съезде, представляя графство Монтсеррадо. Участвовал в обсуждении, составлении текста и ратификации Конституции Либерии 1847 года. Он также разработал Декларацию независимости Либерии, в которой выступил против обращения как с рабами и гражданами второго сорта в Соединённых Штатах.
После провозглашения независимости Либерии в том же году стал первым государственным секретарём республики. Тиг также сочинил гимн независимой Либерии.
Умер в Либерии 21 мая 1853 года, будучи генеральным прокурором страны.